# Kathrin Hendrich
Kathrin Julia „Kathy“ Hendrich (* 6. April 1992 in Eupen, Belgien) ist eine deutsch-belgische Fußballspielerin. Von 2020 bis 2025 stand sie beim Bundesligisten VfL Wolfsburg unter Vertrag. Zur Saison 2025/26 wechselt die Abwehrspielerin zu den Chicago Red Stars. Außerdem ist sie deutsche Nationalspielerin.

## Karriere

### Vereine
Kathrin Hendrich begann ihre Karriere im Alter von sieben Jahren in ihrer Heimatstadt beim FC Eupen 1963, ehe sie sich nach vier Jahren im Sommer 2003 dem FC Teutonia Weiden anschloss. Zur Saison 2009/10 verließ sie den Verein aus Würselen und wechselte zum Zweitligisten Bayer 04 Leverkusen. Mit Leverkusen gelang in dieser Saison der Aufstieg in die Bundesliga. Dort debütierte sie am 15. August 2010 (1. Spieltag) bei der 0:9-Niederlage im Auswärtsspiel gegen den FCR 2001 Duisburg. Am 25. September 2011 erzielte sie im Spiel gegen den 1. FC Lokomotive Leipzig ihr erstes Bundesligator, als sie zum zwischenzeitlichen 1:0 traf. Hendrich ist als Innenverteidigerin oder defensive Mittelfeldspielerin einsetzbar.
Am 13. Februar 2014 verkündete Hendrich ihren Wechsel zur Saison 2014/15 zum 1. FFC Frankfurt, bei dem sie einen bis zum 30. Juni 2016 datierten Vertrag erhielt. Mit den Frankfurterinnen gewann sie am 14. Mai 2015 das Finale der UEFA Women’s Champions League.
Zur Saison 2018/19 wurde sie vom FC Bayern München verpflichtet und debütierte am 23. September 2018 (2. Spieltag) beim 4:0-Sieg im Heimspiel gegen den MSV Duisburg nach einer Einwechslung in der 76. Minute. Ihr erstes Bundesligator für den FC Bayern München erzielte sie am 2. Dezember 2018 (10. Spieltag) im Auswärtsspiel beim SC Freiburg mit dem Ausgleichstreffer in der 17. Minute.
Zur Saison 2020/21 wurde Hendrich vom Ligakonkurrenten und Deutschen Meister VfL Wolfsburg verpflichtet und mit einem bis zum 30. Juni 2022 datierten Vertrag ausgestattet. Der Vertrag wurde im August 2021 bereits bis 2024 verlängert.
Am 6. Mai 2025 verkündete Hendrich, dass sie nach Saisonende den VfL Wolfsburg verlassen wird.
Zur Saison 2025/26 wechselt sie in die USA zu den Chicago Red Stars.

### Nationalmannschaft
Ihr Debüt im Nationaltrikot gab Kathrin Hendrich am 11. April 2007 in Buckinghamshire für die U-15-Nationalmannschaft beim 2:0-Sieg über die Auswahl Englands. In den nachfolgenden vier Spielen 2007 wurde sie ebenfalls eingesetzt. Für die U-16-Nationalmannschaft bestritt sie acht Länderspiele, erstmals am 30. Oktober 2007 in Wiesloch beim 7:0-Sieg über die Auswahl Frankreichs, letztmals am 5. Juli 2008 in Reykjavík beim 5:0-Sieg über die Auswahl Frankreichs im Wettbewerb um den Nordic Cup. In diesem Turnier erzielte sie auch mit dem zwischenzeitlichen 6:0 beim 7:0-Sieg über die Auswahl Norwegens am 30. Juni 2008 ihr einziges Länderspieltor bei den Juniorinnen.
Für die U-19-Nationalmannschaft spielte sie erstmals am 27. Oktober 2009, als diese in Hameln die Auswahl Schwedens mit 1:0 besiegte. Sie nahm sowohl an der U-19-Europameisterschaft 2010 in Mazedonien teil (Aus im Halbfinale gegen Frankreich) als auch an der im folgenden Jahr in Italien, in der sie mit der Mannschaft bis ins Finale gegen die Auswahl Norwegens vorstieß, das das deutsche Team nach einem 8:1-Erfolg gewann. Im Oktober 2011 gab Hendrich im Testspiel gegen Belgien ihr Debüt für die U-20-Nationalmannschaft, mit der sie 2012 an der Weltmeisterschaft teilnahm. Die Mannschaft erreichte dabei, ohne ein Gegentor hinnehmen zu müssen, das Finale, verlor dort jedoch mit 0:1 gegen die USA und wurde Vizeweltmeister.

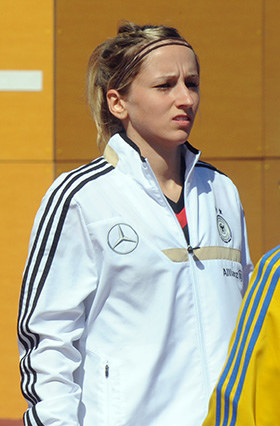
Kathrin Hendrich im Nationaldress (2015)

Am 24. Februar 2014 wurde Hendrich zur Teilnahme am Algarve-Cup 2014 eingeladen und damit zum ersten Mal in den Kader der A-Nationalmannschaft berufen. Am 5. März 2014 gab sie dort beim 5:0-Auftaktsieg gegen die Nationalmannschaft Islands in Albufeira ihr Debüt, als sie in der 62. Minute für Lena Goeßling ins Spiel kam.
Am 24. Mai 2015 wurde sie von Bundestrainerin Silvia Neid aus dem endgültigen Kader für die Weltmeisterschaft 2015 in Kanada gestrichen. Für die Europameisterschaft 2017 in den Niederlanden nahm Steffi Jones Hendrich mit ins deutsche Team, das im Viertelfinale gegen Dänemark ausschied; Hendrich kam zu einem Einsatz.
Bei der WM 2019 wurde Hendrich in zwei Spielen der Vorrunde eingesetzt. Das deutsche Team erreichte das Viertelfinale. Bei der EM 2022 war Hendrich in allen Spielen der deutschen Mannschaft als Stammspielerin eingesetzt und unterlag im Finale Gastgeber England im ausverkauften Wembley-Stadion.
Für die WM 2023 wurde sie ebenfalls nominiert. Sie kam in den drei Gruppenspielen zum Einsatz und verpasste dabei keine Minute. Da die deutsche Mannschaft nur das erste Spiel mit 6:0 gegen WM-Neuling Marokko gewonnen hatte, bei dem sie das erste Tor vorbereitete, gegen Kolumbien aber mit 1:2 verlor und gegen Südkorea nur ein 1:1 erreichte, schied die deutsche Mannschaft erstmals nach der Vorrunde aus.
Hendrich stand auch bei den Olympischen Sommerspielen 2024 in Paris im Kader der deutschen Mannschaft und gewann mit dieser die Bronzemedaille. Für den Gewinn der Bronzemedaille wurden sie und weitere Mitglieder der deutschen Frauenfußballnationalmannschaft am 4. November 2024 vom Bundespräsidenten Frank-Walter Steinmeier mit dem Silbernen Lorbeerblatt ausgezeichnet.
Im Juni 2025 wurde sie von Bundestrainer Christian Wück in den Kader der Nationalmannschaft für die EM 2025 berufen. Hendrich erhielt im Viertelfinale des Wettbewerbes in der 14. Minute des Spieles gegen Frankreich einen Platzverweis, weil ihr ein ziehender Griff in die Haare der Gegnerin Griedge Mbock Bathy als Foul im Strafraum gewertet wurde. Sie wurde deshalb für das verlorene Halbfinalspiel gegen Spanien gesperrt. Es war die erste Rote Karte in ihrer Karriere als Profisportlerin.

## Erfolge

### Vereine
- Meister 2. Bundesliga Süd 2010
- Champions League-Sieger 2015, -Finalist 2023
- DFB-Pokal-Sieger 2021, 2022, 2023, 2024
- Deutscher Meister 2022

### Nationalmannschaft
- Finalist Europameisterschaft 2022
- Olympische Bronzemedaille 2024
- Halbfinalist U19-Europameisterschaft 2010
- U19-Europameister 2011
- Finalist U20-Weltmeisterschaft 2012
- Algarve-Cup-Sieger 2014, 2020 (kampflos)

## Persönliches
Kathrin Hendrich ist die Tochter einer Belgierin und eines Deutschen und besitzt daher beide Staatsbürgerschaften. Sie war Schülerin des Landrat-Lucas-Gymnasiums in Leverkusen, schloss 2012 mit dem Abitur ab und studierte 2019 an der Fernuniversität in Hagen Bildungswissenschaft.
Hendrich ist mit Sebastian Griesbeck liiert.